# 拉德爾鎮區 (堪薩斯州羅林斯縣)
拉德爾鎮區（英語：Ludell Township）或盧德爾鎮區，為美國堪薩斯州羅林斯縣轄下的鎮區。2010年美国人口普查中該鎮區人口有81人。

## 地理
拉德爾鎮區涵蓋總面積為91.51平方（35.33平方英里），其中91.5平方（35.3平方英里）為陸地，0.01平方（0.0039平方英里）或0.01%為水域。海拔高度865（2,838英尺）。

## 人口統計
根據2010年美國人口普查，拉德爾鎮區人口有81人，住房57戶，人口密度為0.89人/每平方公里。此鎮區居民之種族中，白人有80人，非裔美國人有0人，美洲原住民有1人，亞裔美國人有0人，太平洋島裔美國人有0人，其他種族有0人，混血種族則有0人。此外此鎮區有0人為西班牙裔或拉丁裔美國人。